# Абу Нуайм аль-Исфахани
Абу́ Ну‘а́йм Ахмад ибн ‘Абдуллах аль-Исфаха́ни или аль-Асбаха́ни (араб. أبو نعيم الأصبهاني‎; 948, Исфахан, Иран — 1038, там же) — средневековый мусульманский богослов, историк и хадисовед.

## Биография
Его полное имя: Абу Нуайм Ахмад ибн Абдуллах ибн Ахмад ибн Исхак ибн Муса ибн Мехран аль-Михрани аль-Асбахани (араб. أبو نعيم أحمد بن عبد الله بن أحمد بن إسحاق بن موسى بن مهران المهراني الأصبهاني‎). Родился в 947 году в бувейхидском Исфахане (совр. Иран). Его отец был одним из знатоков хадисов, Абу Нуайм имел иджазы от Абу Хайсамы ибн Сулеймана из Шама, Абуль-Аббаса аль-Асамма из Нишапура, Абдуллаха ибн Умара ибн Шаузаба из Васита, Абу Сахла ибн Зияда аль-Каттана из Багдада. Слушал хадисы от ат-Табарани, Хакима Нишапури, Абу Бакра аль-Аджурри и многих других. От него передавали хадисы аль-Хатиб аль-Багдади и др.
Абу Нуайм аль-Исфахани является автором таких трудов, как Хильят аль-авлия (حلية الأولياء‎), Му’джам ас-сахаба (معجم الصحابة‎), Тарих Исфахан (تاريخ أصبهان‎), Сифат аль-джанна (صفة الجنة‎), Далаиль ан-нубувва (دلائل النبوة‎), Фадаиль ас-сахаба (فضائل الصحابة‎), ’Улум аль-хадис (علوم الحديث‎), ан-Нифак (النفاق‎) и др.
Абу Нуайм был последователем шафиитского мазхаба, а его труд «Хильят аль-авлия» значительно повлиял на развитие суфизма. Он, по всей видимости, был ашаритом и жил во времена усобицы между ханбалитами и последователями Абуль-Хасана аль-Ашари.
Он скончался в 430 году по хиджре (1038 год) в Исфахане.